# Mary Gartside
Mary Gartside (c. 1755 — 1819) est une aquarelliste et théoricienne de la couleur anglaise. En termes chronologiques et intellectuels, Mary Gartside peut être considérée comme un lien important entre Moses Harris, qui a publié son court mais important Natural System of Colours vers 1766, et la théorie très influente de Johann Wolfgang von Goethe, Traité des couleurs, publiée pour la première fois en 1810. La théorie des couleurs de Gartside a été publiée à titre privé, « modestement présenté par son autrice comme un simple guide à l'attention des “dames qu'[elle a] été appelée à instruire en peinture” ». Elle est la première femme connue à avoir publié une théorie de la couleur.

## Biographie
Mary Gartside est née vers 1755 peut-être à Manchester. Elle aurait par la suite « appris aux femmes à peindre l'aquarelle à Londres » puis exposé son travail au moins à trois reprises en Grande-Bretagne : des peintures de fleurs à l'aquarelle, à la Royal Academy en 1781, aux jardins botaniques de Liverpool en 1784 et à l'Associated Artists in Water-Color à Londres en 1808.
Mary Gartside meurt près de Ludlow le 9 décembre 1819, à l'âge de 64 ans.

## Ouvrages publiés

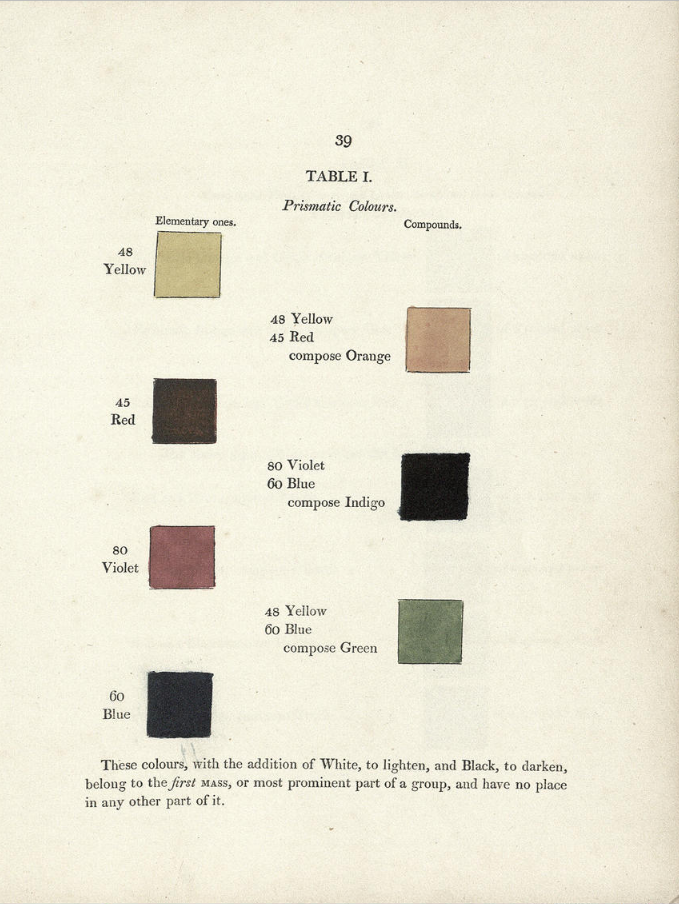
An Essay on Light and Shade, on Colours, and on Composition in General, 39.

Entre 1805 et 1808, Mary Gartside publie trois livres sur la peinture à l'aquarelle qui reflètent son intérêt pour la théorie des couleurs et son applicabilité. Ils sont, dans l'ordre chronologique : An Essay on Light and Shade publié à titre privé en 1805, Ornamental Groups, Descriptive of Flowers, Birds, Shells, Fruit, Insects etc,. publié par William Miller en 1808 et la deuxième édition agrandie de son premier livre avec le nouveau titre An Essay on a New Theory of Colour publié par Gardiner, Miller and Arch en 1808. New Theory of Color est écrit comme le premier d'un ensemble de trois volumes, mais les volumes 2 et 3 n'ont jamais été publiés. Une brochure de dix pages semble avoir précédé An Essay on Light and Shade et s'intitule An Essay on Light and Shadow. Il ne contient pas les taches colorées à la main incluses dans les éditions ultérieures.

## Recherches sur Mary Gartside
L'un des premiers chercheurs à l'avoir référencée et étudiée a été Frederic Schmid dans son livre The Practice of Painting (Londres : Faber et Faber, 1948) et dans un essai connexe. Son travail a récemment été étudié par des universitaires tels que Ian C. Bristow, Ann Bermingham, Martin Kemp, Jean-Jacques Rosat et Raphael Rosenberg. En 2009, Alexandra Loske présente un article sur la vie et l'œuvre de Gartside lors d'une conférence de recherche à Lewes, au Royaume-Uni.
En 2013, un exemplaire de An Essay on Light and Shade, on Colours, and on Composition in General fait partie de l'exposition Regency Colour and Beyond, 1785-1850 au Royal Pavilion de Brighton. La conservatrice Alexandra Loske publie un article de blog sur ce livre rare sur le blog officiel du pavillon royal dans lequel les huit taches de couleur peuvent être vues. Un ensemble complet des taches a également été reproduit dans Colour: A Visual History d'Alexandra Loske. Depuis 2020, Mary Gartside participe à un projet de recherche, dirigé par Alexandra Loske, au Centre for Life History and Life Writing Research (CLHLWR) de l'Université du Sussex sur les femmes dans l'histoire des couleurs. En janvier 2020, ce projet est présenté par Loske en tant que document de recherche à l'Université d'Édimbourg.

## Œuvres

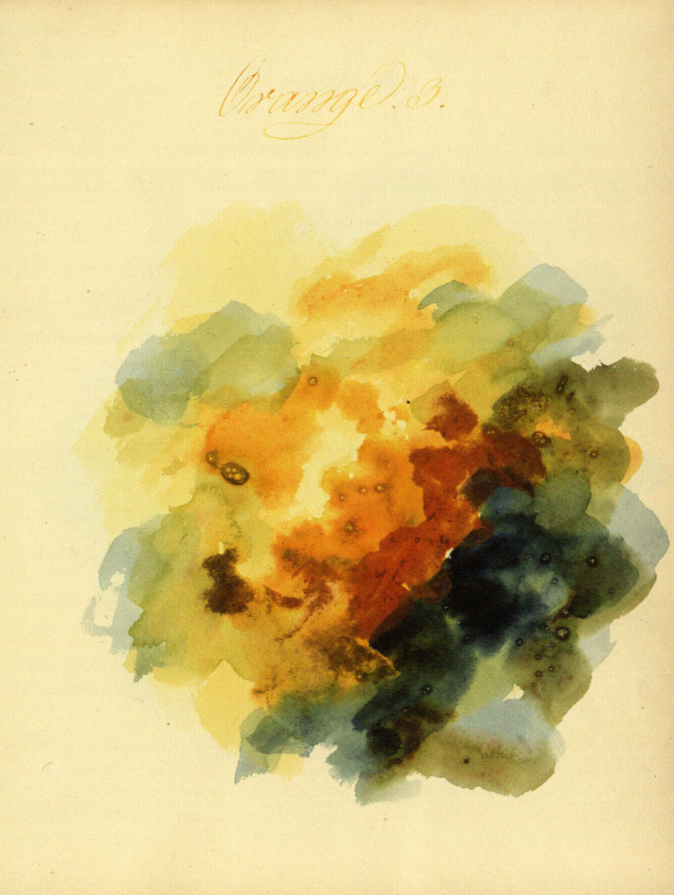
An Essay on Light and Shade, on Colours, and on Composition in General, 47.

- An Essay on Light and Shade, on Colours, and on Composition in General (Londres, 1805)
- An Essay on a New Theory of Colours, and on Composition in General  (Londres, 1808)
- Ornamental Groups, Descriptive of Flowers, Birds, Shells, Fruit, Insects, &c., and Illustrative of a New Theory of Colouring(Londres, W. Miller, 1808)